# Bibliotekshögskolan
Bibliotekshögskolan (BHS) grundades genom en förordning (SFS 1972:308) i Borås 1972 och upphörde som högskola med egen stadga och egen rektor 1977 i samband med en högskolereform då Bibliotekshögskolan blev en institution vid den nybildade Högskolan i Borås.  
Den 1 juli 2014 genomgick Högskolan i Borås en omorganisation som innebar att institutionerna upplöstes och istället skapades tre akademier. Institutionen Biblioteks- och informationsvetenskap/Bibliotekshögskolan har upphört och utbildningarna finns numera inom Akademin för bibliotek, information, pedagogik och IT. Bibliotekshögskolan kvarstår dock som ett av högskolans varumärken med utbildning och forskning inom biblioteks- och informationsvetenskap. 
Högskolan i Borås bedriver Sveriges största utbildning av bibliotekarier. Man utbildar även webbredaktörer, informationsspecialister och informationsarkitekter, samt erbjuder ett flertal examina på masternivå inom biblioteks- och informationsvetenskap. 
I Universitetskanslerämbetets (UKÄ) granskning av kvalitén av utbildningar inom arkivs-, biblioteks- och museivetenskap (ABM) i januari 2014 fick Bibliotekshögskolan hög kvalitet gällande kandidat- och magisterexamen.
Högskolan i Borås fick 2010 examensrättigheter att bedriva forskarutbildning inom tre områden varav biblioteks- och informationsvetenskap är ett område. 
Forskningen i biblioteks- och informationsvetenskap vid Högskolan i Borås samlas kring tre övergripande forskargrupper i följande delområden :
- informationspraktiker och digitala kulturer
- kunskapens infrastukturer
- kultur, bibliotek och politik.

## Utbildning[3]

### Program på grundnivå

#### Bibliotekarieprogrammet, 180 högskolepoäng
Bibliotekarieprogrammet, som blev följden av reformen 2006 och som kom att ersätta den tidigare magisterutbildningen, är ett treårigt program (180hp) och leder till en kandidatexamen som skall vara yrkeskvalificerande.

#### Webbredaktör, 180 högskolepoäng
Webbredaktörsutbildningen är en treårig utbildning på Högskolan i Borås, startad 2008. Utbildningen innehåller skrivande och redaktionellt arbete, webbplatsers drift och utveckling (programmering, kodning, databaskonstruktion, CM-system) samt bild och design (layout, bildbehandling, grafisk produktion, HTML, Flash, med mera). Utbildningen ges i två varianter, distansutbildning via datorn samt stationär utbildning vid Högskolan. Webbredaktörsutbildningen är en heltidsutbildning på två år med möjlighet till ett tredje fördjupningsår motsvarande 60 högskolepoäng. För att få gå fördjupningsåret behöver man först ha gått det tvååriga programmet eller motsvarande. Utbildningen till webbredaktör är uppdelad i följande kunskapsområden: Design, bild och grafisk form, Redaktionellt arbete, Publiceringsverktyg, Teknisk utveckling och programmering, Informationsjuridik och Webbkommunikation.  Utbildningen marknadsförs som en kombination mellan akademisk och praktisk utbildning.

### Program på avancerad nivå (master)
- Magister i strategisk information och kommunikation, 60 högskolepoäng
- Masterprogram i biblioteks- och informationsvetenskap, digitala bibliotek och informationstjänster, 120 högskolepoäng
- Masterprogram i biblioteks- och informationsvetenskap, 120 högskolepoäng

## Forskning
Bibliotekshögskolans forskarutbildning är den mest omfattande i Sverige inom biblioteks- och informationsvetenskap. Där arbetar ca 30 disputerade forskare och ca 20 doktorander.
Vid Bibliotekshögskolan delas forskningen upp i fyra olika olika områden: 
- Informationspraktiker
- Digitala resurser och tjänster inom kultur- och informationsområdet
- Bibliotek, kultur och samhälle
- Social Media Studies

## Historia

### Grundandet och flytten till Borås
Bakgrunden till inrättandet av bibliotekshögskolan var en utredning som tillsattes av ecklesiastikminister Ragnar Edenman 30 december 1965. Utredningen lämnade sitt betänkande (SOU 1969:37) till dåvarande utbildningsminister Olof Palme 1969. År 1971 var regeringen, representerad av utbildningsminister Ingvar Carlsson, redo att lämna en proposition (Prop. 1971:52) till riksdagen om att inrätta en bibliotekshögskola. Ett viktigt skäl för en nysatsning var behovet av en mycket större utbildningskapacitet än vad statens biblioteksskola kunde erbjuda. Propositionen var intressant på det viset att det var första gången som regeringen var beredd till konkreta åtgärder för att underlätta en breddad rekrytering. Flera av de idéerna var under utredning (U68-utredningens betänkande kom 1973: SOU 1973:2) under Palmes tid som utbildningsminister och återkom i samband med högskolereformen 1977.
Placeringen i Borås, som innebar en flyttning från Stockholmsregionen, var på 1970-talet mycket kritiserad. Föregångaren Statens biblioteksskola huserade vid Skolöverstyrelsen (därför också ofta omnämnd som skolöverstyrelsens biblioteksskola) från sin begynnelse 1926 fram till 1972. Biblioteksskolans lokaler fanns till en början vid Sveavägen i Stockholm och senare i Solna. Staden Borås hälsade sin nya institution välkommen genom att bygga ett kulturhus med bibliotek, konsthall och stadsteater. Det stod färdigt 1974 och biblioteket var för tiden mycket modernt, särskilt väl försett med audiovisuell utrustning. (Olsson 2006)
Utbildningen gjordes 1972 tvåårig med en inbakad praktik i enlighet med utredningens förslag. Innehållsmässigt liknade kurserna de som hade getts vid statens biblioteksskola och vid Folkbibliotekens korrespondensinstitut
(FKI). Kurserna kan karakteriseras som yrkesförberedande på en handfast, praktisk nivå. Rekryteringen av studenter byggde på en tvåårig utbildning vid universitet eller högskola. I enlighet med regeringens och riksdagens intentioner fanns dock även andra möjligheter att bli antagen. Antalet antagna studenter var från början stort: varje termin antogs 180 studenter vilket innebar att 720 heltidsstudenter samtidigt fanns i organisationen.

### Centrala utbildningsreformer
Tre gånger efter bibliotekshögskolans grundande har politiska beslut påverkat utbildningens utformning: 1977, 1993 och 2006. Dessa tre beslut hade alla en allmän inriktning; de var inte specifikt inriktade mot bibliotekariers utbildning. Det var endast beslutet 1972 som direkt berörde bibliotekarier. De tre reformerna 1977, 1993 och 2006 fick dock stor indirekt betydelse för bibliotekarieutbildning.
Högskolereformen 1977 (SFS 1977:263) innebar att institutionen bibliotekshögskolan från högskolefinansieringssynpunkt fördes till den så kallade kultur och informationssektorn. Utbildningens innehåll och organisation började styras av en linjenämnd med representanter från olika biblioteksorganisationer i Sverige. Reformen innebar inga stora förändringar ifråga om utbildningens innehåll. Den stora betydelsen låg i inrättandet av den mäktiga linjenämnden och i dess beslutanderätt beträffande utbildningens innehåll och organisation.
Högskolereformen 1993 (SFS 1993:100) gav till följd en mycket genomgripande omorganisation av utbildningen. Den särskilda yrkesexamen försvann och det akademiska ämnet biblioteks- och informationsvetenskap infördes. Utbildningar i ämnet startade som en följd av reformen även i Lund, Uppsala och Umeå. (Utbildningen i Växjö startade senare.) Gemensamt för utbildningarna 1993 var att man valde att genomföra utbildningarna på så kallad magisternivå; studenterna erhöll en magisterexamen. Det innebar i normalfallet fyra års studier, varav minst två år skulle ske inom ämnet biblioteks- och informationsvetenskap. Det som tidigare i stor utsträckning hade varit en yrkesutbildning efter högskolestudier blev en akademisk utbildning i sin egen rätt. Ett samarbete med Göteborgs universitet inleddes vilket ledde till att en för universitetet och högskolan gemensam institution bildades med rätt att utbilda från grundnivå ända till doktorsexamen. Antalet professorer har pendlat mellan fyra och fem.
Högskolereformen 2006 (SFS 2006:1053) innebar en anpassning till internationella examensformer med en kandidatexamen på grundnivå och med en masterexamen och en doktorsexamen på avancerad nivå. Kandidatutbildningen är reglerad till en treårig (180 högskolepoäng) grundutbildning som ger tillträde till avancerad nivå. Masterexamen omfattar två års studier (120 högskolepoäng) efter grundexamen; doktorsexamen omfattar 4 års studier (240 högskolepoäng).

### Interna utbildningsreformer
De mest påfallande förändringarna gäller alla frågan om sammanhållen utbildning.
Ecklesiastikministern hade i sina direktiv 1965 till Utredningen rörande utbildning av bibliotekspersonal m m förutsatt en sammanhållen utbildning, till yttermera visso tillsammans med arkivarier och dokumentalister.
Utredningen rörande utbildning av bibliotekspersonal m m (SOU 1969:37) föreslog för sin del att bibliotekarieutbildningen skulle vara tvåårig, men skulle bara vara sammanhållen under det första året och därefter uppdelad efter bibliotekstyper. 
Regeringen ändrade det i sin proposition (1971:52): utbildningen skulle vara sammanhållen under tre terminer och inriktad efter bibliotekstyper endast under den sista terminen. I samband med reformen 1977 bekräftade universitets- och högskoleämbetet den fördelningen i sitt beslut om fastställande av utbildningsplan för bibliotekarielinjen (Dnr 806/77 UF 3).
Linjenämnden beslöt 1979 (protokoll LNKI 79/4) att utbildningen skulle vara sammanhållen under två terminer och ges två alternativa inriktningar under de tredje och fjärde terminerna; inriktningarna kallades information-dokumentation respektive kultur-information. Den dedicerade inriktningen mot bibliotekstyper ändrades till förmån för en inriktning mot funktioner, som dock i mångt och mycket avspeglade bibliotekstyper.
Linjenämnden fattade 1989 (protokoll LNKI 89/3) beslut om en utbildningsplan som innebar att andra, tredje och fjärde terminen hade två inriktningar dels mot folk- och skolbibliotek och dels mot forsknings- och företagsbibliotek; endast första terminen var gemensam för alla studerande. Inriktningen mot bibliotekstyper återinfördes. Man kan uppmärksamma att beslutet var emot de politiska intentionerna hos både ecklesiastikminister Edenman 1965 och hos utbildningsminister Carlsson 1971. Beslutet kan dock ses mot bakgrund av att folkbiblioteksutredningen redan 1984 hade förordat en särskild folkbibliotekarieutbildning. I samma riktning pekade år 1989 skriften Bättre utbildning för framtidens folkbibliotek som ledde till en hänvändelse till regeringen från Sveriges allmänna biblioteksförening. Svaret på hänvändelsen blev 1991 en utredning från UHÄ: Bibliotekarieutbildningen i framtiden som uttryckligen förordade en sammanhållen utbildning.
I samband med utbildningsreformen 1993 och införandet av den så kallade magisterutbildningen blev utbildningen återigen sammanhållen, vilket dock ändrades redan 1999 med införande av fyra inriktningar inom så kallade kollegier.
I bibliotekarieprogrammet, som infördes i samband med reformen 2006, erbjuds inga alternativa inriktningar. Dock kan den studerande följa vissa "spår" i form av valbara kurser.

## Studentliv vid Bibliotekshögskolan
Studenterna ingår i kårsektionen Scientias (kunskap) som är kopplad till akademin för bibliotek, information, pedagogik och IT. 
Före Högskolans i Borås omorganisation den 1 juli 2014 hette sektionsföreningen för studenter vid Bibliotekshögskolan BIMBO. Namnet BIMBO kom först 1996. Eventföreningen som startades 1988 och var aktiv fram till 1 juli 2014 kallades Klubb Klemming.
''I Carlssons klister'' utgavs som kårtidning i pappersformat mellan 1973 och 1994. Som elektronisk resurs återupptogs utgivningen 1996. Namnet syftar på dåvarande utbildningsminister Ingvar Carlssons proposition som grundlade Bibliotekshögskolan.
- I Carlssons klister: arbetsnamn på Bibliotekshögskolans tidning. [Borås]: Bibliotekshögskolan. 1973-1994. Libris 3678995

- I Carlssons klister [Elektronisk resurs] : ICK. Borås: I Carlssons klister. 1996-. Libris 4343935

## Viktiga personer

### Rektorer
- 1972 Kajsa Hellström
- 1976 Ulf Dittmer

### Prefekter
- 1977 Nils Fredén
- 1979 Gunilla Borén
- 1981 Kerstin Quentzer
- 1984 Sten Furhammar
- 1986 Lars Seldén
- 1989 Nils Fredén
- 1991 Romulo Enmark
- 1997 Staffan Lööf
- 2000 Christina Persson
- 2004 Katriina Byström
- 2007 Margareta Lundberg Rodin
- 2013 Ann-Sofie Axelsson[5]

### Opublicerat
- Högskolan i Borås. Linjenämnden för kultur och informationsyrken. Protokoll. LNKI 79/4, LNKI 89/3.
- Universitets- och högskoleämbetet: Byrå UF 3. Fastställande av utbildningsplan för bibliotekarielinjen. Dnr 806/77 UF 3.

### Publicerat
- 1968 års utbildningsutredning (1973). Högskolan: betänkande. Statens offentliga utredningar, 0375-250X ; 1973:2. Stockholm. Libris 78289. ISBN 91-38-01315-0
- Bättre utbildning för framtidens folkbibliotek. Stockholm: Specialgruppen för regionala biblioteksfrågor, Sveriges allmänna biblioteksförening (SAB). 1989. Libris 824559
- Enmark, Romulo & Seldén, Lars (1998). ”The education of library and information professionals in Sweden”. Education for librarianship in the Nordic countries (London: Mansell):  sid. [121]-161. Libris 2548210
- Folkbiblioteksutredningen (1984). Folkbibliotek i Sverige: betänkande. Statens offentliga utredningar, 0375-250X ; 1984:23. Stockholm: Liber/Allmänna förl. Libris 7261915. ISBN 91-38-08245-4
- Gruppen för översyn av bibliotekarieutbildningen (1991). Förnyad bibliotekarieutbildning: en fakta- och idéskrift. UHÄ-rapport, 0347-1330 ; 1991:1. Stockholm: UHÄ. Libris 1179237
- Gruppen för översyn av bibliotekarieutbildningen (1991). Bibliotekarieutbildningen i framtiden: slutrapport från Gruppen för översyn av bibliotekarieutbildningen. UHÄ-rapport, 0347-1330 ; 1991:17. Stockholm: UHÄ. Libris 8217628
- Olsson, Tommy (2006). Borås stadsbibliotek 75 år. Biblioteksmuseiföreningens skriftserie, 1402-8492 ; 5. Borås: Borås stadsbibliotek. Libris 10311759. ISBN 978-91-631-9983-7
- Regeringen. “Kungl. Maj:ts proposition angående utbildning av bibliotekspersonal m.m.: given Stockholms slott den 26 mars 1971.” (Riksdagen. Proposition, 1971:52). Stockholm, 1971.
- Seldén, Lars & [Dolatkhah] Sjölin, Mats (2003) “Kunskap, kompetens och utbildning: ett bibliotekariedilemma under 100 år.” Svensk biblioteksforskning: 19-67.
- Seldén, Lars (2007) “The Bologna process and the ups and downs of professionalisation in Swedish public libraries.” Information Research 12, nr 4.
- Svensk författningssamling (SFS 1972:308): Kungl. Maj:ts kungörelse om bibliotekshögskolan; given Stockholms slott den 19 maj 1972.
- Svensk författningssamling (SFS 1977:263): Högskoleförordning
- Svensk författningssamling (SFS 1993:100) Högskoleförordning (ej tillgänglig elektroniskt i sin ursprungliga version)
- Svensk författningssamling (SFS 2006:1053): Förordning om ändring i högskoleförordningen (1993:100); utfärdad den 21 juni 2006.
- Torstensson, Magnus (1991). ”Folkbibliotekarieyrket: framväxt, utbildning, forskning : exemplet USA och några svenska jämförelser”. Nordisk tidskrift för bok- och biblioteksväsen 1991 (78),:  sid. [93]-121, 124. 0029-148X. ISSN 0029-148X. Libris 8887102
- Utredningen rörande utbildning av bibliotekspersonal m m (1969). Utbildning för bibliotek, arkiv och informatik: betänkande. Statens offentliga utredningar, 0375-250X ; 1969:37. Stockholm. Libris 8390132